# بنزین سوپر
بنزین سوپر (به فرانسه Supercarburant ) به بنزین معمولی گفته می‌شود که برای بالابردن عدد اکتان آن، به ان مقداری افزودنی اضافه شده‌است.
بنزین سوپر نوعی سوخت برای خودروهاست که عدد اکتان بالاتری نسبت به بنزین معمولی دارد. عدد اکتان نشان می‌دهد که سوخت تا چه اندازه در برابر «ناک» یا همان احتراق زودرس مقاوم است. هر چه عدد اکتان بالاتر باشد، موتور می‌تواند با نسبت تراکم بیشتری کار کند بدون این‌که احتراق ناخواسته رخ دهد.
بنزین سوپر برای موتورهای پیشرفته‌تر و پرقدرت‌تر طراحی شده که فشار داخل سیلندر آنها زیاد است. استفاده از آن در چنین موتورهایی باعث می‌شود موتور نرم‌تر، پرقدرت‌تر و با آسیب کمتر کار کند. اما اگر خودرویی با موتور معمولی داشته باشید، تفاوت چندانی در عملکرد احساس نخواهید کرد و حتی ممکن است هزینه اضافی بدون فایده باشد.

## مزایای بنزین سوپر
مخلوط سوختی که در موتور ماشین‌ها مورد استفاده قرار می‌گیرند بسته به ضریب تراکم موتور مخلوطی اشتعال زا است. به‌طور خاص در موتورهای با ضریب تراکم بالا مانند ۱ به ۱۲ (در برابر مدل‌های قدیمی تر که دارای ضریب‌های ۱ به ۵ یا ۶ است)، این مخلوط ممکن است در مرحله تراکم قبل از جرقه زدن شمع دچار اشتعال شده و حالتی کوبشی را به وجود بیاورد که به دلیل کاهش بازده پدیده‌ای نامطلوب محسوب می‌شود. برای جلوگیری از این پدیده سعی می‌شود با افزودن موادی خاص مانند دی اتیل سرب (منسوخ شده) الکل‌ها مثل متانول و اتانول هیدروکربن‌های حلقوی مثل تولوئن و زایلن ( به دلیل الایندگی کاهش یافته) مخلوط سوخت، عدد اکتان بنزین بالا برده شود. این افزودنی‌ها موجب آرام تر سوختن بنزین می‌شود. در ایران عدد اکتان بنزین معمولی ۸۷ و برای بنزین سوپر حدود ۹۵ است. در انگلستان بنزین معمولی دارای اکتان ۹۵ بنزین ویژه (پریمیوم) دارای اکتان ۹۷ و بنزین سوپر دارای اکتان ۹۹ است.

## تاریخچه
اول بار در خلال جنگ جهانی اول شخصی به نام میجلی پی برد که با افزودن سرب به بنزین می‌توان عدد اکتان انرا بدون هزینه زیاد بالا برد. بعد از اگاهی از سمی بودن و صدمات سرب برای محیط زیست ماده متیل ترت-بوتیل اتر جایگزین سرب شد. بعدها دریافتند که ماده متیل ترت-بوتیل اتر نیز باعث الودگی محیطی می‌شود بنابراین در صدد پیدا جایگزین برای این ماده شدند که حاصل این تلاش‌ها عبارتند از تولوئن، ۲ -میتل-۲-پروپانل، میتل–ترشیوبوتیل اتر (MTBE)، متانول و اتانول. در سال ۱۹۸۴ (میلادی) متداول‌ترین افزاینده متیل ترت-بوتیل اتر بود.

## معایب
استفاده از این نوع بنزین در موتورهای با ضریب کمپرس پایین هیچ مزیتی ندارد.